# 薩斯基茲鄉

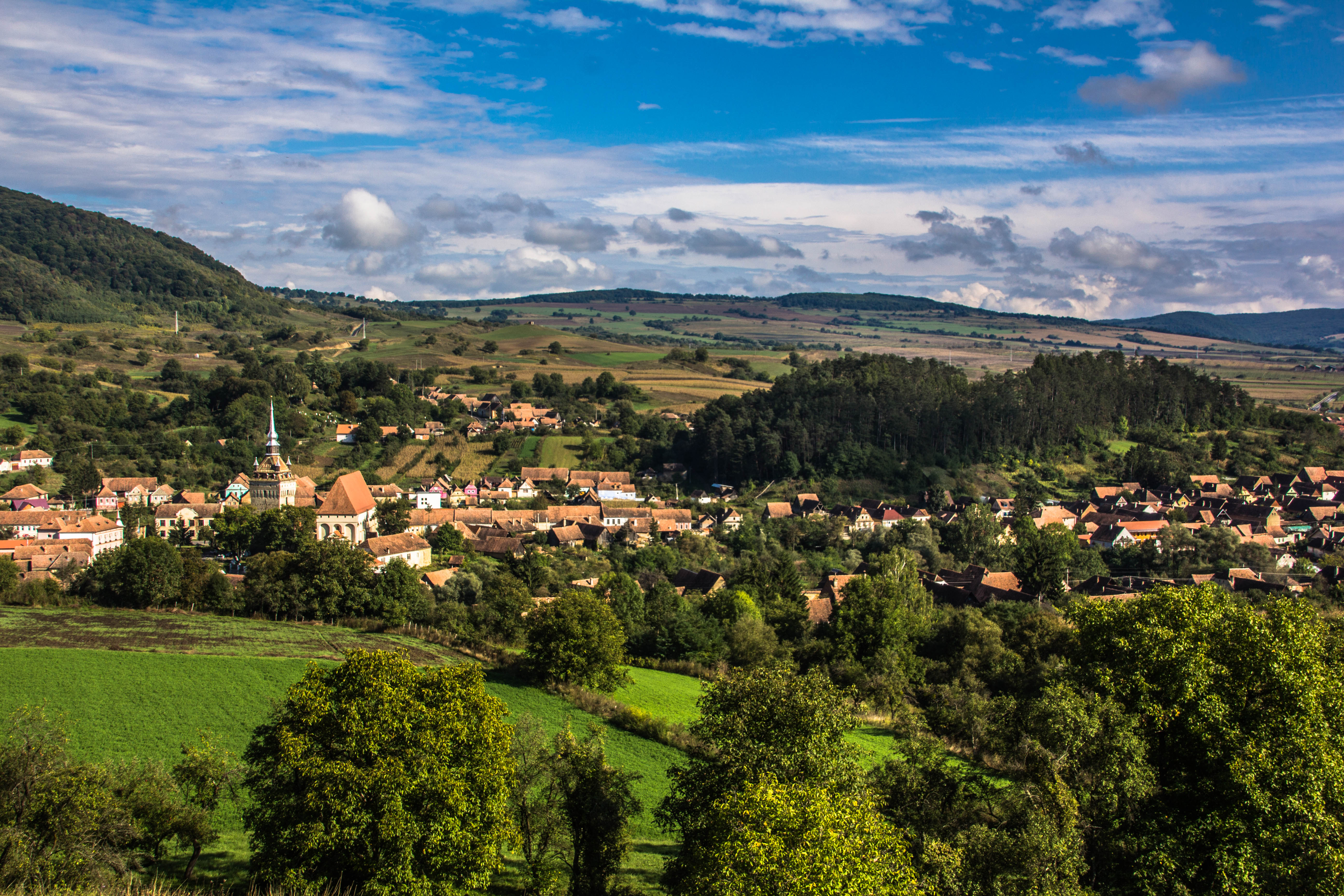

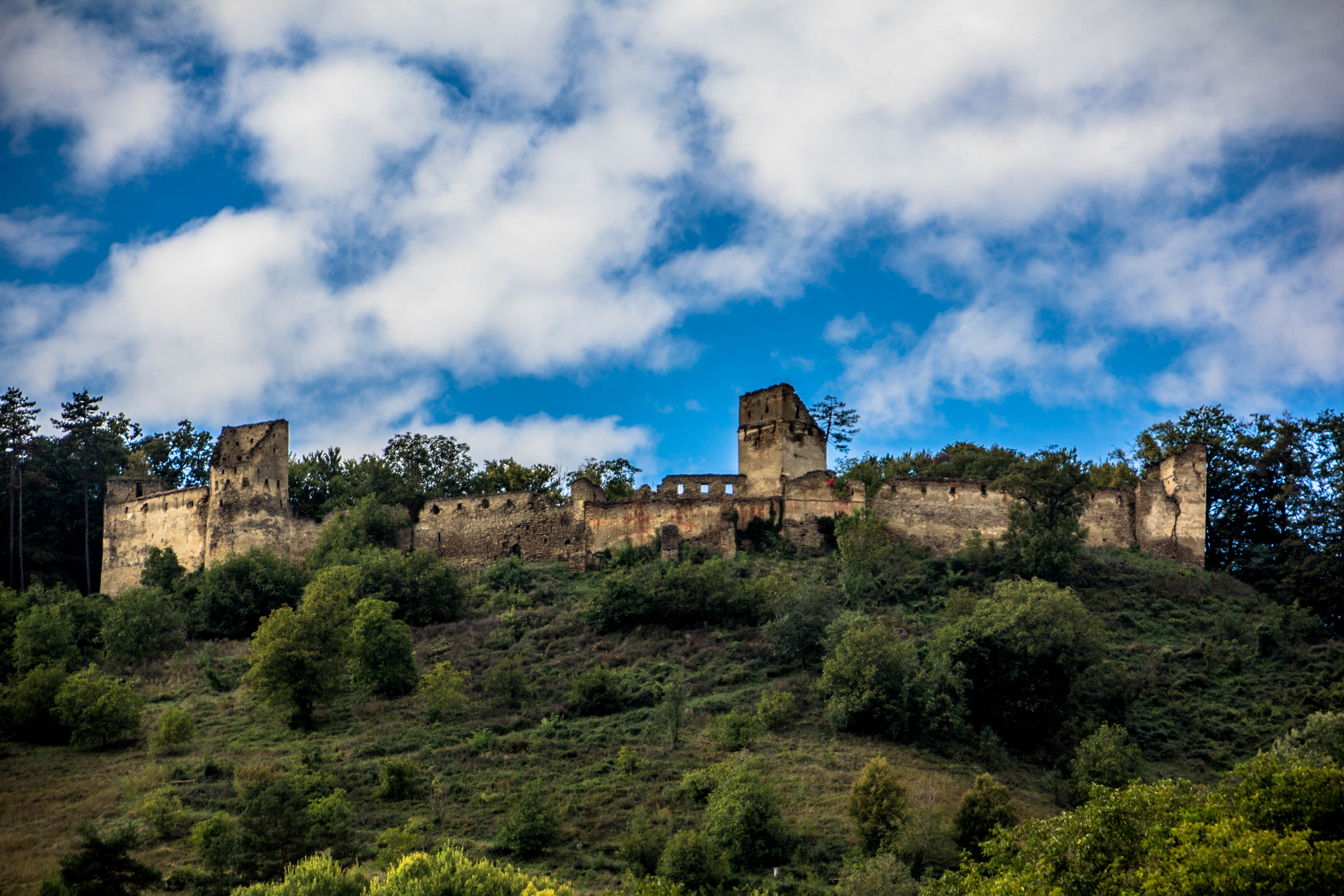

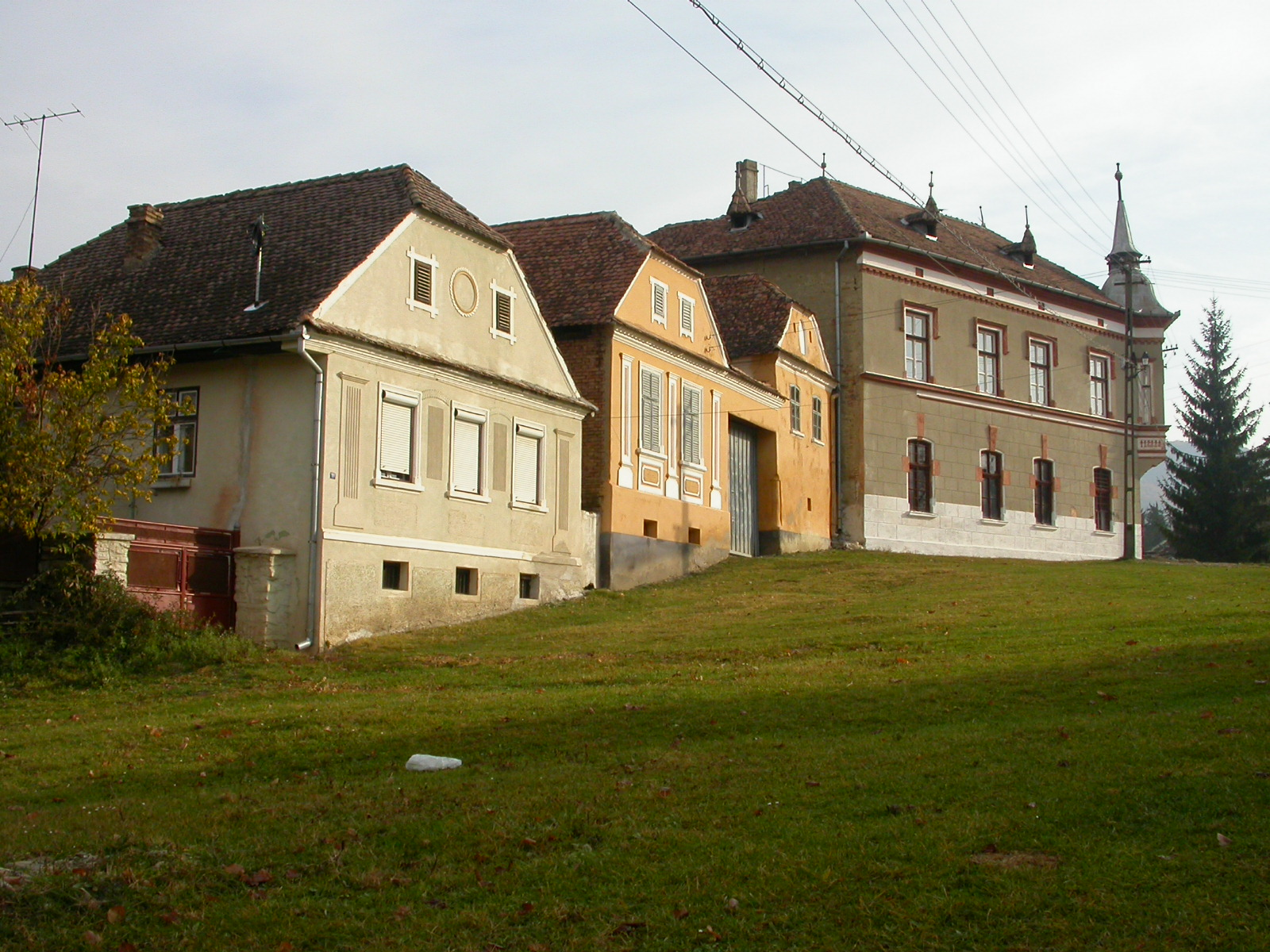

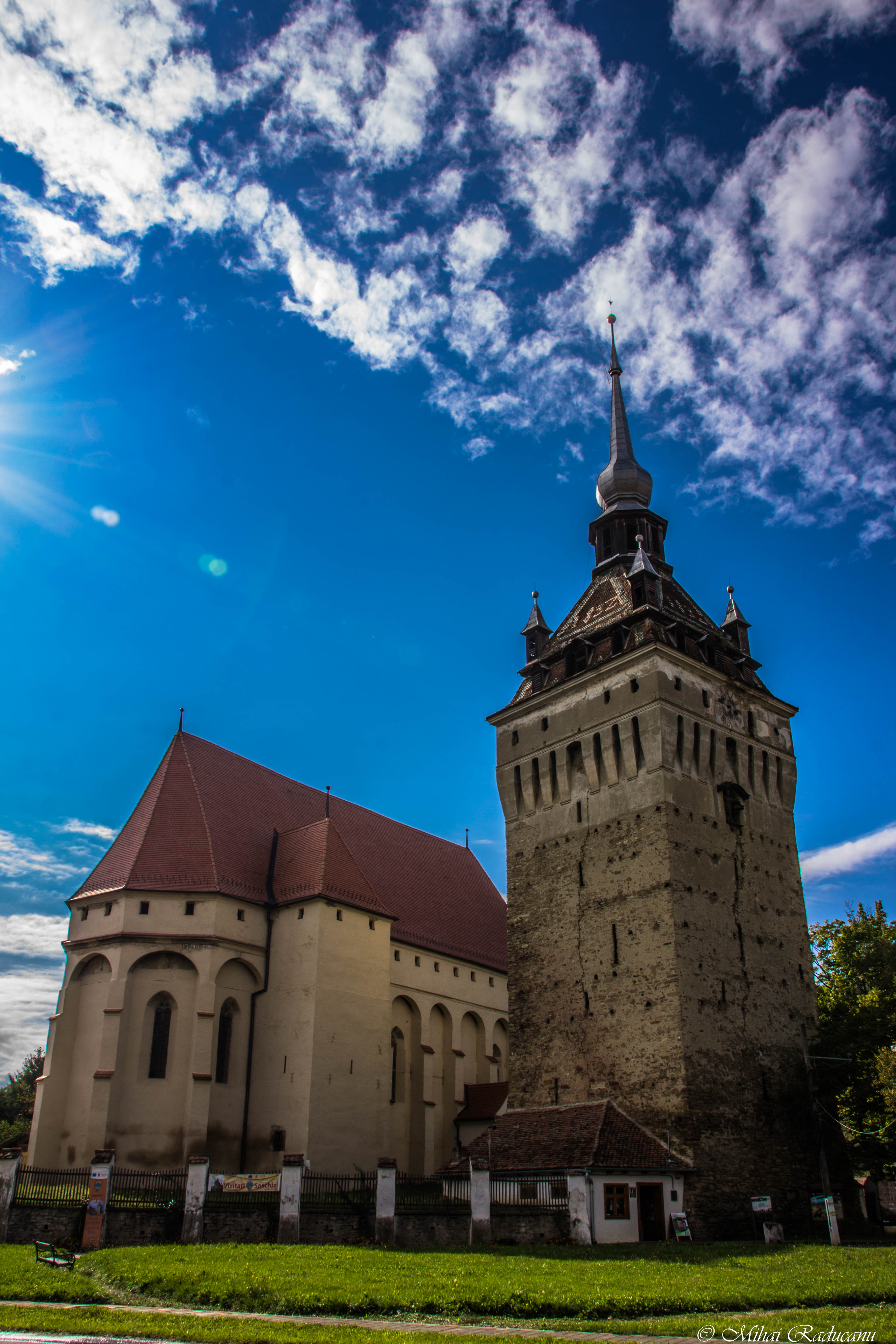

46°11′N 24°58′E / 46.183°N 24.967°E
薩斯基茲鄉（羅馬尼亞語：Comuna Saschiz, Mureș），是羅馬尼亞的鄉份，位於該國中部，由穆列什縣負責管轄，面積98平方公里，海拔高度461米，2007年人口2,080，人口密度每平方公里21人。